# انعم امین
انعم امین (انگلیسی: Anam Amin؛ زادهٔ ۱۱ اوت ۱۹۹۲) بازیکن کریکت زن اهل پاکستان است.